# Sixpounder
«Sixpounder» es la segunda pista en la lista de canciones del álbum Hate Crew Deathroll de Children Of Bodom. Es una canción que se distingue de otras del mismo álbum por estar más orientada al thrash metal, siendo más lenta de lo habitual (además de breve) y también menos melódica, sin restar dureza. Toman protagonismo las guitarras mientras que los teclados quedan en segundo plano. El resultado es una de las canciones de mayor éxito de la banda, gracias en parte a ser la única que tiene video oficial en este álbum. El vídeo tiene dos versiones: la original y otra censurada en la que la sangre parece menos real.

## Créditos
- Alexi Laiho - Voces/Guitarra líder
- Alexander Kuoppala - Guitarra rítmica
- Janne Wirman - Teclados
- Henkka Seppälä - Bajo
- Jaska Raatikainen - Batería